# (2509) Chukotka
(2509) Chukotka (1977 NG; 1931 TP2; 1935 SF; 1950 OJ; 1975 AD1; 1981 ST1; 1987 BN2) ist ein ungefähr 17 Kilometer großer Asteroid des inneren Hauptgürtels, der am 14. Juli 1977 vom russischen (damals: Sowjetunion) Astronomen Nikolai Stepanowitsch Tschernych am Krim-Observatorium (Zweigstelle Nautschnyj) auf der Halbinsel Krim (IAU-Code 095) entdeckt wurde.  Er gehört zur Hertha-Familie, einer Gruppe von Asteroiden, die nach (135) Hertha benannt ist.

## Benennung
(2509) Chukotka wurde nach dem Autonomen Kreis der Tschuktschen in der damaligen Sowjetunion benannt. Dorthin unternahm der Entdecker Nikolai Stepanowitsch Tschernych eine Expedition, um die Sonnenfinsternis vom 10. Juli 1972 zu beobachten.